# Шорт-трек на зимових Олімпійських іграх 2014 — 1500 метрів (чоловіки)
Змагання з шорт-треку серед чоловіків на дистанції 1500 метрів на зимових Олімпійських іграх 2014 пройшли 10 лютого. Місцем проведення змагань став льодовий палац спорту Айсберг. Кваліфікація змагань почалася о 13:45 за місцевим часом (UTC+4), півфінал о 15:00, а фінал стартував о 16:00. Це був перший вид програми шорт-треку, у якому були розіграні медалі на Іграх у Сочі. У змаганнях взяли участь 36 спортсменів з 18 країн. Чинним чемпіоном у цій дисципліні був південнокорейський шорт-трекіст Лі Джон Су.
| Світовий рекорд     | Noh Jin-Kyu (KOR) | 2:09.041 | Шанхай, Китай    | 10 грудня 2011 | [ 1 ] |
| Олімпійський рекорд | Лі Джон Су (KOR)  | 2:10.949 | Ванкувер, Канада | 13 лютого 2010 | [ 2 ] |

## Медалісти
| Золото               | Срібло             | Бронза            |
| Шарль Амлен · Канада | Хань Тянью · Китай | Віктор Ан · Росія |

## Змагання

### Стан треку
Повітря t °15,3 ° С/59,5 ° F
Атмосферний тиск0 мм рт. ст.
Вологість31%
Лід t °-5.8 ° С/21,6 ° F
УмовиНормальний

### Судді
- Головний суддя Пітер Ворт
- Перший помічник рефері Алессандро Маурі
- Помічник рефері Хаеганг Піун
- Помічник рефері відео Мішель Верро
- Стартер Вон-Хо Юн
- Стюард спортсменів Лінг Шен